# Livet efter døden
Livet efter døden eller efterlivet er forestillingen om, at en del af mennesket fortsætter med at eksistere efter døden. I religion, filosofi, videnskab og kunst er livet efter døden begrebet om en tilværelse, hvor den væsentlige del af et menneskes identitet eller bevidsthed fortsat findes, efter at døden er indtruffet. Troen på et liv efter døden står i modsætning til troen på et ophør af bevidstheden efter døden.
Troen på et liv efter døden er stigende i den vestlige verden. Ifølge den danske værdiundersøgelse fra 2017 mener 39% af den danske befolkning, at der findes et liv efter døden. Ifølge en amerikansk undersøgelse fra 2014 tror 80% af den amerikanske befolkning, at der er et liv efter døden.

## Religion
Adskillige religioner mener, at dele af eller hele det enkelte individs sjæl lever videre efter døden.
I den nordiske mytologi kommer folk, der dør i kamp, til Valhal - og andre til Hel. Hvis man drukner, kan ens sjæl sidde fast i gudinden Rans net.
I jødedommens hellige bog, Tanakh (Det Gamle Testamente), opfattes "sjeol" (dødsriget) som et opholdssted for dem, der er døde. Sjeol er et sted, hvor de døde levede en bleg og skyggeagtig tilværelse.
Kristendommen har forestillingen om kødets opstandelse: De døde opstår ved verdens ende med et fysisk legeme, hvorefter de alle dømmes til frelse eller fortabelse.
For muslimer betyder døden, at legeme og sjæl adskilles. I Koranen nævnes Paradis flere gange som stedet, hvor mad, drikke og hourier findes i overflod.
I Ægyptisk mytologi bliver sjælen vejet af Anubis samen med en fjer er hjertet tungere end fjeren, spiser en hundedæmon hjertet.

## Filosofi
Erfaringer af efterlivet har siden antikken spillet forskellige roller i filosofiens historien. Troen på et liv efter døden er blandt andet fremtrædende i Platons filosofi, hvor tanken om reinkarnation også findes. I den vestlige filosofihistorie findes tanken om livet efter døden også hos blandt andre Plotin, Augustin, Rene Descartes, David Hume og George Berkeley. I moderne tid er tanken om efterlivet blandt andet blevet forsvaret af filosoffer som Arthur Schopenhauer, H. H. Price og Curt John Ducasse samt fysikere som Erwin Schrödinger og Freeman Dyson.

## Videnskab
Parapsykologi er et fagområde, der har til formål at undersøge forekomsten og årsagerne til synske evner og et liv efter døden ved hjælp af videnskabelige metoder. Parapsykologiske eksperimenter har f.eks. benyttet tilfældige talgeneratorer til at teste for tegn på prækognition og psykokinese med både mennesker og dyr som forsøgsemner.

## Nærdødsoplevelser
Nærdødsoplevelser er oplevelser, som mennesker har haft, når de har været tæt ved at dø. De oplever herunder, at de har en immateriel sjæl, som forlader den fysiske verden og bevæger sig ind i en immateriel, åndelig verden. Her oplever de fleste, at de får en oplevelse af himlen eller saligheden. Nogle få kan dog få helvedesagtige oplevelser. For disse sidste gælder det dog, at de også på et tidspunkt bliver frelst ud af deres ubehagelige tilstand. Alle sjæle vil til sidst vende tilbage til lyset og Gud. For det er her, de egentlig har hjemme, siger nærdødsoplevelserne.

## Kunst
I Brødrene Løvehjerte, der er en børnebog, skrevet af den svenske forfatter Astrid Lindgren, kommer begge brødre efter deres død til landet Nangijala.
Da Kerghan rejser til efterlivet i computerspillet Arcanum, opdager han et sted med fred og evig lykke, hvilket får ham til at tro, at livet er en konstruktionsfejl ved universet.

## I Danmark
I Danmark er troen på livet efter døden voksende og findes hos fire ud af ti danskere. Tanken om efterlivet har været en vigtig del af kristendommen i Danmark, og i nyere tid er troen på reinkarnation stigende under indflydelse fra østlig religion og spiritualitet. Tanken om efterliv og reinkarnation findes også blandt flere moderne danske filosoffer, såsom Erich Klawonn, Martinus og Alex Riel.

## Kritik
Inden for den naturalistiske filosofi ses psyken som et produkt af en fungerende hjerne, og når hjernen efter døden ikke længere fungerer, forsvinder de psykiske funktioner. For nogle betyder dette dog blot, at andet ikke kan eftervises naturvidenskabeligt. Der er således tale om et filosofisk spørgsmål: Har man den filosofiske opfattelse, at bevidstheden er et produkt af hjernen (og nervesystemet), eller har man den filosofiske opfattelse, at bevidstheden er en selvstændig substans i mennesket?  Inden for naturalisme og megen naturvidenskab findes der generelt kritiske forbehold over for parapsykologi.  

## Eksterne links
- Efterlivet.dk: Hvorfor tro på et liv efter døden? (dansk)
- Religion.dk: Livet efter døden Arkiveret 18. marts 2013 hos  Wayback Machine (dansk)
- Parapsykologi.dk: Liv efter døden? Arkiveret 26. november 2013 hos  Wayback Machine (dansk)
- The Official Journal of the American Academy of Neurology (Big Brain/Smart Brain) (engelsk)